# Vacunación contra la COVID-19 en Cuzco
La vacunación contra la COVID-19 en el Cuzco es la estrategia departamental de vacunación que está en curso desde el 10 de febrero de 2021 para inmunizar a la población contra la COVID-19 en la región, en el marco de un esfuerzo mundial para combatir la pandemia de COVID-19.  Desde el primer registro del virus en el territorio en marzo de 2020 y después de once meses se desarrolló un programa de vacunación, con la cual inició con la primera etapa para los miembros del personal médico del país y personas del mayor riesgo. Esta jornada empezó un día después, tras la llegada de 5 mil 199 dosis de la farmacéutica Sinopharm el 9 de febrero.
En un inicio, el operativo estimaba utilizar 500 mil dosis, para vacunar a 250 mil cuzqueños quienes son parte del grupo prioritario de vacunación según su condición de vulnerabilidad, como personal sanitario, policial y adultos mayores.

## Antecedentes

### Acuerdos de compra
El 8 de febrero de 2021, durante una reunión entre funcionarios del gobierno regional y la ministra de comercio exterior y turismo, se dialogó acerca de la demanda que requiere el departamento de 500 mil vacunas para inmunizar a 250 mil cuzqueños en los próximos cuatro meses.

## Cronología

### Primeras dosis disponibles
El programa de vacunación a nivel regional comenzó con la llegada de vacunas al Cuzco, concretamente de la desarrollada por Sinopharm. Las primeras dosis, un cargamento simbólico (cinco mil ciento noventa y nueve dosis) que sirvió de puesta en práctica de todo el proceso, llegaron al Aeropuerto Internacional Alejandro Velasco Astete del Cuzco el 9 de febrero de 2021. Esta remesa inicial estaría destinada a inocular la primera dosis del personal de salud en primera línea de atención, integrado por trabajadores de la Unidad de Cuidados Intensivos (UCI), Intermedios (UCIM), Áreas de Cuidado Crítico Temporal (ACCT), hospitalización de pacientes COVID-19, centros quirúrgicos, recuperación, laboratorio, radiodiagnóstico, bancos de sangre, y personal de inmunizaciones. La campaña de vacunación comenzó un día después de la recepción del primer lote, en la sede del Hospital Regional del Cusco. La primera persona vacunada en el departamento fue el médico en jefe de la Unidad COVID-19 del mismo nosocomio, Enrique Arana García.

### Poblaciones estratégicas
Personal sanitario
La primera etapa inició el 9 de febrero de 2021, con el arribo del primer lote de mil 139 vacunas contra la COVID-19 al departamento del Cuzco. Las vacunas serían desplegadas en tres centros hospitalarios; el de Cusco, Sicuani y Quillabamba. Este primer lote está reservado para la inmunización del personal sanitario del departamento, que pertenecen a la primera fase de vacunación en el país. Ese mismo día, un segundo lote con cinco mil 199 dosis de vacunas de la farmacéutica china Sinopharm, llegaron a la región mediante la intervención del GORE Cusco y las autoridades sanitarias regionales, para iniciar el programa de distribución de vacunas establecido por los mandos del departamento.
Más tarde, el 18 de febrero, arribó un segundo lote de seis mil 481 dosis de la vacuna Sinopharm al Cusco, para así proseguir con la vacunación del personal sanitario en primera línea de acción. Según un informe realizado por Ideario, hasta dicho momento, un 7% del personal sanitario del departamento se rehusó a ser vacunado contra la COVID-19 durante el primer proceso de inmunización en el sector de salud. El 3 de marzo, se hizo público que cinco médicos y 10 enfermeros del Hospital Regional del Cusco, quienes recibieron la primera dosis de la vacuna Sinopharm el 10 de febrero se contagiaron de la COVID-19. También se informó que todos los pacientes estaban estables y permanecían en aislamiento en sus domicilios.
Adultos mayores

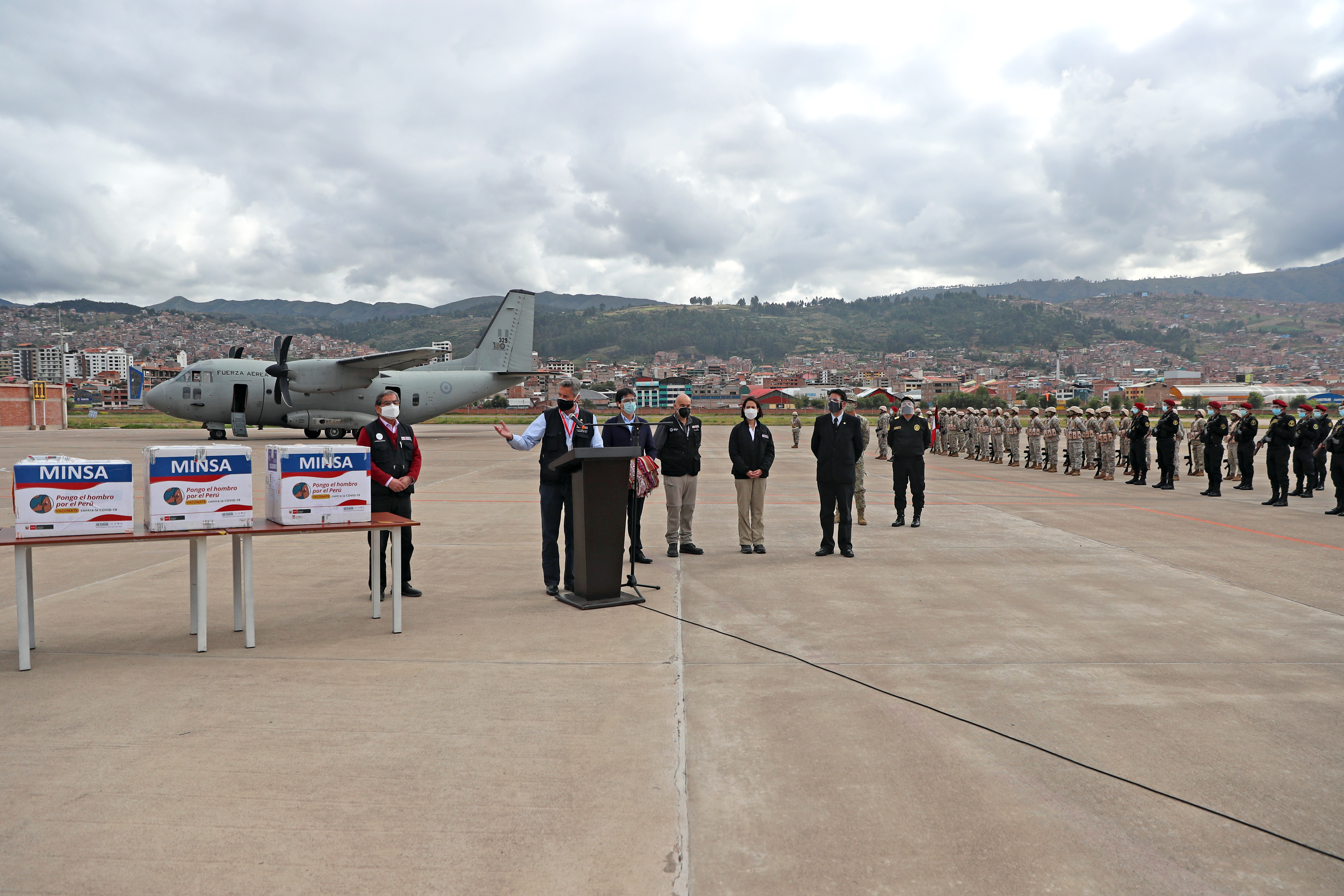
Francisco Sagasti, Presidente del Perú, haciendo entrega de lote de 17,550 vacunas de Pfizer-BioNTech al departamento cuzqueño.

El 25 de marzo, la Municipalidad del Cuzco hizo de conocimiento público la implementación como centro de vacunación al Hotel Cusco para recibir a alrededor de 500 adultos mayores de 80 años de edad quienes serían inoculados con la vacuna de Pfizer-BioNTech. Al día siguiente, el 26 de marzo, la GERESA señaló que el departamento recibió la llegada de mil 170 vacunas de Pfizer-BioNTech que serían inoculadas en los mayores de 80 años durante las próximas semanas como parte del plan de vacunación organizado por el ente de salud pública.
Más tarde, el 20 de abril, mediante un comunicado se hizo oficial el acuerdo de entrega de 200 mil vacunas para iniciar la inmunización contra la COVID-19 en la población de adultos mayores del departamento, quienes pertenecen al primer grupo poblacional de riesgo según la normativa gubernamental. Esto a la par con la inauguración de la estrategia ‘Tinkuy para el Desarrollo Infantil Temprano: Ahora Juntos Contra la Anemia’. Los lotes de vacunas incluyen tres empresas farmacéuticas; Sputnik V, Sinopharm y AstraZeneca. El gobernador regional hizo énfasis que desde la semana presente en adelante, la región recibirá entre 9 mil y 15 mil vacunas semanalmente como parte del plan de vacunación existente en el departamento. El 29 de abril, tras la recepción de un nuevo lote de 17 mil 550 dosis de la vacuna de Pfizer-BioNTech entregadas por el propio mandatario, el estado peruano resaltó la estrategia que estaba llevando la región hasta ese entonces, habiéndose vacunado en el primer día a 2 mil 496 adultos mayores de 80 años.
Caso vacunagate cuzqueño

## Estrategias

### Vacunatón

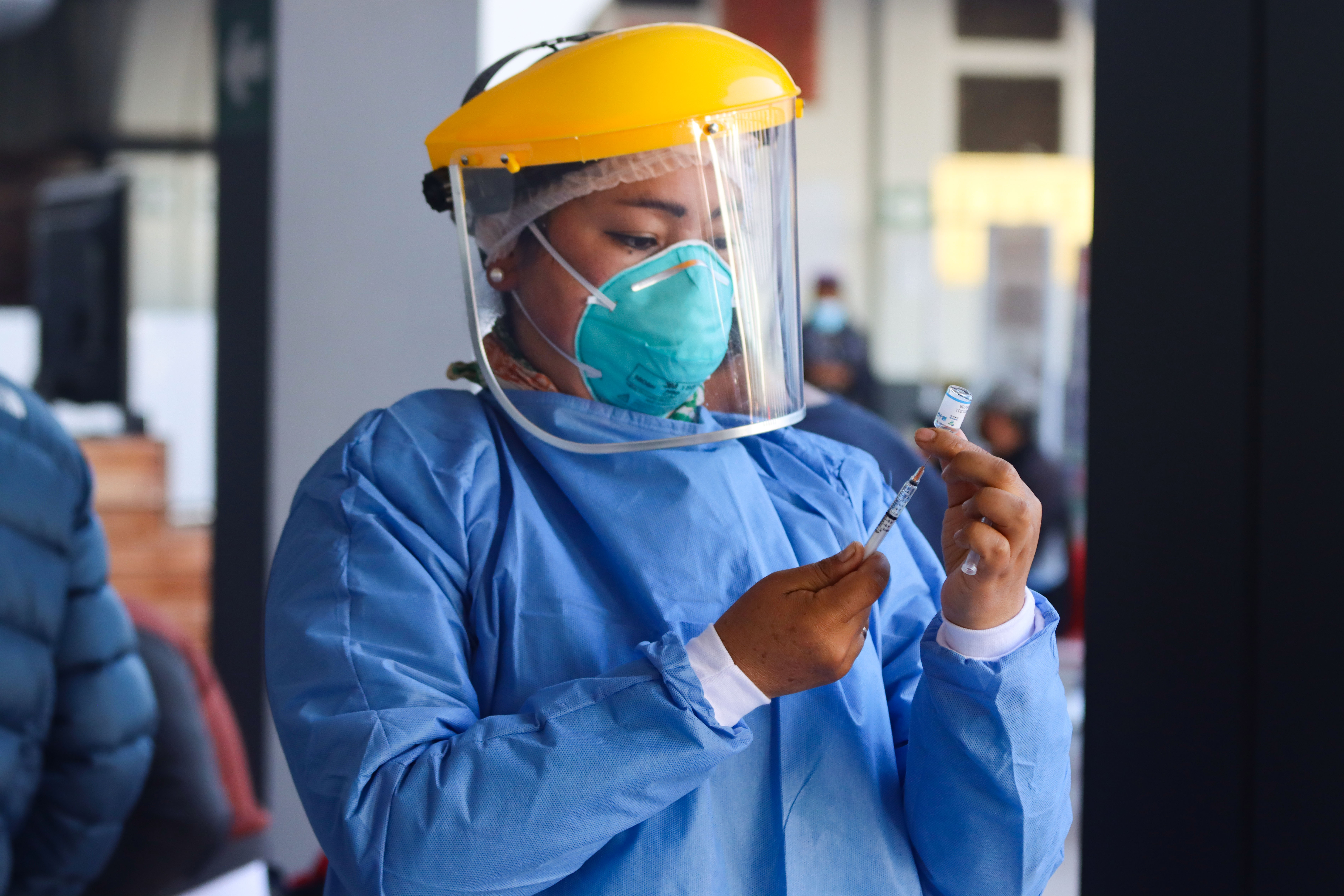
Brigadista de la Vacunatón Cusco sostiene una jeringa de la vacuna BBIBP-CorV de Sinopharm.

Primera edición (17 - 18 de julio)
El 15 de julio de 2021, el Gobernador Regional anunció a través de una conferencia de prensa el inicio de una nueva estrategia de vacunación masiva titulada «Vacunatón», que se llevaría a cabo durante 12 horas ininterrumpidas, disgregadas entre las 08:00 a 20:00 UTC-5 de los días sábado 17 y 18 de julio, respectivamente. Asimismo, anunció que dicha jornada estaría destinada para ciudadanos de 40 a 49 años de edad y habrían dosis disponibles en ocho puntos de vacunación de la provincia del Cuzco, gracias al envío de cien mil dosis de Sinopharm a la región. También, se refirió a la situación comunicando que tenían por meta inicial la inmunización de 44 mil 269 personas. Durante la clausura de la campaña, se efectuó un conteo rápido de las dosis administradas durante el evento. La cifra inicial computada fue de 47 mil 230 dosis inoculadas, según reveló la Plataforma de Vacunación contra la COVID-19 Cuzco. Ese mismo día, el ministro Ugarte reconoció a través de un tuit, la labor ejecutada durante los dos días en los que se realizó el operativo, expresando su satisfacción con la población que se comprometió en el plan.
Vacuna Wasi

## Opinión pública
| ¿Aceptaría vacunarse contra el COVID-19? | ¿Aceptaría vacunarse contra el COVID-19? | ¿Aceptaría vacunarse contra el COVID-19? | ¿Aceptaría vacunarse contra el COVID-19? | ¿Aceptaría vacunarse contra el COVID-19? | ¿Aceptaría vacunarse contra el COVID-19? |
| OpciónMes                                | No acepta                                | Sí acepta                                | No sabe                                  | No responde                              | Ref.                                     |
| ---------------------------------------- | ---------------------------------------- | ---------------------------------------- | ---------------------------------------- | ---------------------------------------- | ---------------------------------------- |
| Sep. 2021                                | 31.1% (25.6-37.3%)                       | 51.8% (46.2-57.3%)                       | 17.1% (13.3-21.7%)                       | 0% (0-0.3%)                              | [ 18 ]                                   |

### Vistazo general entre 2021 y 2022
| Datos hasta el corte    | Población total                    | Población objetivo                                     | Dosis totales provistas |
| ----------------------- | ---------------------------------- | ------------------------------------------------------ | ----------------------- |
| 31 de diciembre de 2021 | MINSA: 1 372 205 GERESA: 1 360 013 | MINSA: 1 187 969 (86,57 %) GERESA: 1 191 826 (87,63 %) | 2 502 839 (—)           |
| 31 de diciembre de 2022 | MINSA: 1 479 708                   | MINSA: 1 392 648 (94,12 %) GERESA: 1 392 650 (94,12 %) | 3 367 549 (+ 864 710)   |

## Estadísticas

### Reporte diario
Según MINSA
| 83 % completado |  |
| \| \| \|        |  |
|                 |  |

|  |  |

| 76,7 % completado |  |
| \| \| \|          |  |
|                   |  |

|  |  |

| 54,1 % completado |  |
| \| \| \|          |  |
|                   |  |

|  |  |

| 10,3 % completado |  |
| \| \| \|          |  |
|                   |  |

|  |  |

Según GERESA
| 80,3 % completado |  |
| \| \| \|          |  |
|                   |  |

|  |  |

| 74,3 % completado |  |
| \| \| \|          |  |
|                   |  |

|  |  |

| 52,9 % completado |  |
| \| \| \|          |  |
|                   |  |

|  |  |

| 10,6 % completado |  |
| \| \| \|          |  |
|                   |  |

|  |  |